# زنگ گوچیانگ
زنگ گوچیانگ (انگلیسی: Zeng Guoqiang؛ زادهٔ ۱۸ مارس ۱۹۶۵) وزنه‌بردار اهل چین است. از افتخارات وی میتوان به کسب طلا وزن ۵۲ کیلوگرم در بازی‌های المپیک تابستانی ۱۹۸۴ اشاره کرد.